# Richard Shusterman
Richard Shusterman (Filadelfia, 3 dicembre 1949) è un filosofo statunitense pragmatico.
Conosciuto per i suoi contributi all'estetica filosofica e al campo emergente, da lui inaugurato, della somaestetica. Attualmente ricopre il ruolo di professore di filosofia presso l'università della Florida e di "Dorothy F. Schmidt Eminent Scholar in the Humanities".

## Biografia e carriera
Richard Shusterman è nato il 3 dicembre 1949 da una famiglia ebrea proveniente da Philadelphia, negli Stati Uniti. All'età di 16 anni lasciò la sua casa e andò in Israele, dove conseguì una laurea con lode in inglese e filosofia presso l'Università Ebraica di Gerusalemme e successivamente ottenne una laurea magistrale in filosofia nello stesso ateneo.
Dopo aver insegnato in diverse istituzioni accademiche israeliane, aver ottenuto un incarico presso l'Università Ben-Gurion del Negev ed essere stato visiting fellow al St. John's College della Università di Oxford durante l'anno accademico 1984/85, Shusterman è diventato professore associato di filosofia alla Temple University di Philadelphia negli stati uniti l'anno seguente. Ha ottenuto la cattedra nel 1988 ed è stato promosso a professore ordinario nel 1991. Ha poi ricoperto il ruolo di presidente del dipartimento di filosofia tra il 1999 ed il 2004. Lo stesso anno Richard Shusterman ha lasciato la Temple University per diventare "Dorothy F. Schmidt Eminent Scholar in the Humanities" presso la Florida Atlantic University, a Boca Raton, dove detiene anche il titolo di Professore nei dipartimenti di Filosofia e Inglese.
Dal suo primo matrimonio in Israele, ha due figli e una figlia. Dal suo secondo matrimonio, terminato nel 2013, ha un'altra figlia.
Durante i suoi anni all'Università di Gerusalemme, Shusterman si è concentrato sulla branca della filosofia analitica. Interesse confermato dalla sua dissertazione di dottorato all'Università di Oxford dal titolo "The Object of Literary Criticism" che scrisse al St. John's College sotto la supervisione di JO Urmson e difeso nel 1979. Esso è stato pubblicato con il titolo originale nel 1984.
Nel 1998 pubblicò il suo secondo libro "T.S Eliot and the Philosophy of Criticism". Questo libro segnò la sua svolta dalla filosofia analitica al pragmatismo.
Il suo terzo libro pubblicato, "Pragmatist Aesthetics" nel 1992, rappresentò un fondamentale punto di svolta per la carriera accademica di Shusterman. L'approccio originale del libro ai problemi della definizione dell'arte, degli insiemi organici, dell'interpretazione, dell'arte popolare e dell'etica del gusto gli ha portato fama internazionale tanto che il libro è stato tradotto in 14 lingue in svariate edizioni. La posizione di Shusterman è stata ulteriormente rafforzata da tre pubblicazioni successive: "Practicing Philosophy" (1997), "Performing Live" (2000) e "Surface and Depth" (2002).
In questi scritti l'autore mantiene un legame con il pragmatismo suscitando notevole interesse, provocando numerose critiche e stimolando dibattiti non solo tra filosofi professionisti, ma anche nel campo degli studi letterari e culturali.
In "Practicing Philosophy", Shusterman introduce il suo concetto di somaestetica, che elabora in maggiore dettaglio in "Performing Live: Aesthetic Alternatives for the Ends of Art". Essa è al centro di due libri successivi di Shusterman, "Body Consciousness: A Philosophy of Mindfulness and Somaesthetics" (2008) e "Thinking through the Body: Essays in Somaesthetics" (2012). Questi scritti hanno contribuito allo sviluppo internazionale e interdisciplinare della somaestetica stessa.
Nel 2007, come parte del suo progetto di sviluppo della somaestetica, Shusterman ha fondato il Centro per il corpo, la mente e la cultura alla FAU.
La carriera di Shusterman è anche caratterizzata dalla sua rilevanza internazionale. In Francia si è fatto conoscere grazie alla collaborazione con Pierre Bourdieu, attraverso la Sorbona e il collegio internazionale di filosofia. Degne di nota anche le sue collaborazioni con istituzioni accademiche europee ed asiatiche come: l'Hiroshima University, l'Università di Oslo, l'Università di Lione e gli atenei cinesi di Shandong e Bejing.

## Lavoro filosofico

### Arte popolare
Secondo Shusterman, uno dei problemi socioculturali più urgenti di oggi è la legittimazione estetica dell'arte popolare. Ritiene che sebbene queste forme artistiche possano ora sembrare socialmente giustificate, il loro valore artistico è ancora in discussione, il che conduce alle seguenti problematiche:
- l'arte popolare è "privata della cura e del controllo artistico" che potrebbe proteggerla dall'influenza negativa del mercato e, di conseguenza, diventa spesso "brutalmente rozza nell'ambito della sensibilità"[18].
- le soddisfazioni fornite da questo tipo di arte non possono essere complete poiché sono attenuate da un senso di umiliazione che è indotto nel suo pubblico dall'esplicita disapprovazione delle istituzioni artistiche ufficiali per le forme d'arte popolari.
- questa situazione a sua volta "intensifica dolorose divisioni nella società e anche in noi stessi".[19]

Da sincero sostenitore dell'estetica popolare, Shusterman è attento a distinguere la posizione da lui sostenuta dall'apologia unilaterale, essa assomiglia più a un 'meliorismo' che "riconosce i difetti e gli abusi dell'arte popolare ma anche i suoi meriti (sostenendo anche che) l'arte popolare dovrebbe essere migliorata perché può, e spesso raggiunge veri meriti estetici e serve fini sociali meritevoli ". Mettendo in pratica il suo meliorismo, Shusterman cerca di ottenere la legittimazione estetica dell'arte popolare attraverso i seguenti metodi :
- a livello teorico generale: 
  - promuove la definizione di arte come esperienza, assumendo che si possa "effettuare la legittimazione artistica" dell'arte popolare (ad esempio, " musica rock ") "la quale offre un'esperienza estetica così frequente e intensamente gratificante a così tante persone di così tante nazioni, culture e classi ".[21]
  - fornisce controargomentazioni alle critiche più influenti dell'arte popolare (ad esempio, Theodor W. Adorno e Allan Bloom).[22]
  - analizza, sia a livello concettuale-etimologico che genealogico, il fenomeno dello spettacolo per evidenziare il ruolo positivo che riveste nell'esistenza umana.[23]
- Shusterman si impegna anche nella critica estetica di particolari generi di arti popolari e delle sue opere concrete, sostenendo il valore artistico della musica country e del rap .[24] Ciò che vale la pena sottolineare è che Shusterman è stato probabilmente il primo filosofo dell'arte a scrivere di rap,[25] e nonostante il fatto che l'accuratezza del suo trattamento di questo genere musicale sia a volte messa in discussione,[26] il suo ruolo pionieristico in quest'area non può essere negato ed è stato apprezzato in tutto il mondo.

### Somaestetica
'Somaestetica' è un termine coniato da Shusterman che indica una nuova disciplina filosofica che egli stesso ha inventato. La necessità di questa nuova disciplina nasce dalle seguenti problemariche:
- Secondo Shusterman, la crescente preoccupazione della nostra cultura per il corpo non ha ancora trovato una risposta adeguata nel dibattito filosofico, che semplicemente trascura il somatico, lo testualizza o lo riduce alla differenza di genere o razziale. Non è quindi disposto a contrastare gli aspetti pericolosi in senso negativo dell'attuale forte rilevanza del corpo. Tra questi la tendenza per la quale "gli ideali estetici contemporanei del corpo rimangono schiavi di stereotipi superficiali e oppressivi che servono più ad aumentare i profitti per le industrie cosmetiche che ad arricchire la nostra esperienza delle varietà di fascino corporeo".[27]
- Nonostante la relativa abbondanza di discipline umanistiche dedicate al corpo, mancano sia un quadro concettuale che potrebbe integrare i loro sforzi e consentire anche una migliore cooperazione con le scienze naturali e vari metodi somatici, che "un chiaro orientamento pragmatico, qualcosa che l'individuo possa tradurre direttamente in una disciplina di migliore pratica somatica".[28]
- L'estetica filosofica ha prestato pochissima attenzione al corpo a causa della "deliberata negligenza somatica nel testo fondante dell'estetica moderna di Baumgarten, un'omissione rafforzata dalle successive teorie intellettualiste e idealiste (da Kant attraverso Hegel e Schopenhauer e fino alle teorie contemporanee che enfatizzano la contemplazione disinteressata) ".[29]

## Opere
- The Object of Literary Criticism (Amsterdam: Rodopi, 1984).
- TS Eliot e Philosophy of Criticism (Londra e New York: Duckworth e Columbia University Press, 1988).
- Analytic Aesthetics (Oxford: Blackwell, 1989) - editore.
- The Interpretive Turn: Philosophy, Science, Culture (Ithaca: Cornell University Press, 1991) - a cura di D. Hiley e J. Bohman.
- Pragmatist Aesthetics: Living beauty, Rethinking Art (Oxford: Blackwell, 1992) - pubblicato in inglese e tradotto in 14 lingue: cinese, tedesco, portoghese, giapponese, coreano, finlandese, spagnolo, rumeno, ungherese, slovacco, francese, italiano, russo e polacco.
- Practicing Philosophy: Pragmatism and the Philosophical Life (New York: Routledge, 1997) - tradotto in tedesco, francese, cinese e polacco.
- Interpretation, Relativism, and the Metaphysics of Culture (New York: Humanity Books, 1999) - a cura di Michael Krausz.
- Bourdieu: A Critical Reader (Oxford: Blackwell, 1999) - editore.
- La fin de l'experience esthetique (Pau: Presse Universitaire de Pau, 1999).
- Performing Live (Ithaca: Cornell University Press, 2000) - tradotto in tedesco.
- Pragmatist Aesthetics: Living Beauty, Rethinking Art, 2ª edizione con un'introduzione speciale e un nuovo capitolo, (New York: Rowman and Littlefield, 2000).
- Superficie e profondità: dialettica della critica e della cultura (Ithaca: Cornell University Press, 2002).
- The Range of Pragmatism and the Limits of Philosophy (Oxford: Blackwell, 2004) - editore.
- Body Consciousness: A Philosophy of Mindfulness and Somaesthetics (New York: Cambridge University Press, 2008) - tradotto in francese, polacco, cinese, portoghese e coreano.
- Thinking through the Body: Essays in Somaesthetics (Cambridge: Cambridge University Press, 2012) - tradotto in ungherese e polacco.
- Adventures of the Man in Gold / Les Aventures de L'Homme en Or (Paris: Éditions Hermann, 2016) - Edizione bilingue inglese / francese con immagini di Yann Toma.

Libri
- Salaverría, Heidi. Spazio di manovra del sé. Pragmatismo e azione creativa. Berlino: Akademie, 2007. (in tedesco)
- Malecki, Wojciech. Embodying Pragmatism: La filosofia e la teoria letteraria di Richard Shusterman. Francoforte: Peter Lang, 2010.
- Koczanowicz, Dorota e Wojciech Malecki, ediz. Pragmatismo di Shusterman: Fra Letteratura e Somaestetica. Amsterdam, New York: Rodopi, 2012.
- Malecki, Wojiech. "L'invenzione di Aestetica Pragmatiso: Riflessioni Genealogica sulle nozioni e nomi." Praticare l'estetica pragmatista: prospettive critiche sulle arti. Amsterdam/New York, Rodopi, 2014.
- Malecki, Wojciech. "Quel colpisce l'essere in grado di?" Deleuze e Pragmatismo. Routledge, 2015.

Articoli Scolastici
- Shusterman, Richard. "Eliot e Ruskin". Journal of Comparative Literature and Aesthetics (JCLA), Vol. VII, nn. 1-2, 1984 (pagg. 35-49).
- Abrams, JJ "Pragmatismo, intelligenza artificiale e bioetica postumana: Shusterman, Rorty, Foucault". Human Studies 27, 2004.
- Abrams, JJ "Estetica ed etica: Santayana, Nietzsche e Shusterman". The Modern Schoolman 81: 4 (2004).
- Altieri, C. "Senso pratico - Oggetti poco pratici: perché il neo-pragmatismo non può sostenere un'estetica". REAL: Yearbook of Research in English and American Literature 15 (1999).
- Arnold, PJ "Somaesthetics, Education, and the Art of Dance". Journal of Aesthetic Education 39: 1 (primavera 2005).
- Barnes, TJ " Pragmatismo americano: verso un'introduzione geografica ". Geoforum 39 (2008).
- Bourmeau, S. "Le corps au coeur". Les Inrockuptibles 629 (18 dicembre 2007).
- Ghosh, RK "Art as Dramatization and the Indian Tradition". The Journal of Aesthetics and Art Criticism 61: 3 (estate 2003).
- Grabes, H. "The Revival of Pragmatist Aesthetics". REAL: Yearbook of Research in English and American Literature 15 (1999).
- Guerra, G. "Practicing Pragmatism: Unbound Philosophy di Richard Shusterman". Journal of Aesthetic Education 36: 4 (2002).
- Haskins, C, "Enlivened Bodies, Autheniticity e Romanticism". Journal of Aesthetic Education 36: 4 (inverno 2002).
- Higgins, K. "Vivere e sentirsi a casa: Shusterman's Performing Live". Journal of Aesthetic Education 36: 4 (2002).
- Jay, M. "Somaesthetics and Democracy: Dewey and Contemporary Body Art". Journal of Aesthetic Education 36: 4 (inverno 2002).
- Johnston, JS "Riflessioni su Dewey di Shusterman". Journal of Aesthetic Education 38: 4 (inverno 2004).
- Leddy, T. "Moore e Shusterman sugli interi organici". Journal of Aesthetics and Art Criticism 49: 1 (inverno 1991).
- Leddy, T. "L'estetica pragmatica di Shusterman". The Journal of Speculative Philosophy 16: 1 (2002).
- Maher, GC "Brechtian Hip-Hop. Didattica e autoproduzione nei mixtape politici post-gangsta. " Journal of Black Studies 36: 1 (settembre 2005).
- Maleuvre, D. "Arte e critica: la comprensione deve essere interpretativa?" Sostanza 30: 3 (revisione di Pragmatist Aesthetics ).
- Mullis, EC "Performative Somaesthetics: Principles and Scope". Journal of Aesthetic Education 40: 4 (inverno 2006).
- Nehamas, A. "Richard Shusterman sul piacere e l'esperienza estetica". The Journal of Aesthetics and Art Criticism 56: 1 (inverno 1998).
- Rorty, R. "Risposta a Richard Shusterman." Richard Rorty. Dialoghi critici. Eds. M. Festenstein e S. Thompson. Cambridge: Polity Press, 2001.
- Salaverría, H. "Godersi il dubbio. Sulle sospensioni trasformative nell'estetica pragmatica ". European Journal of Pragmatism and American Philosophy, Volume 4, Number 1, 2012. http://lnx.journalofpragmatism.eu/ Archiviato l'8 giugno 2010 in Internet Archive.
- Säätelä, S. "Tra intellettualismo e" Somaestetica "". XIV Congresso Internazionale di Estetica, Atti Parte II. Eds. A. Erjavec, L. Kreft e M. Bergamo, ' Filozofski Vestnik 2 (1999).
- Soulez, A. "Pratica, teoria, piacere e problemi di forma e resistenza: l' estetica pragmatica di Shusterman." The Journal of Speculative Philosophy 16: 1 (2002).
- Taylor, PC "The Two-Dewey Thesis, Continued: Shusterman's Pragmatist Aesthetics." The Journal of Speculative Philosophy 16: 1 (2002).
- Tupper, KW "Enteogeni e istruzione: esplorare il potenziale degli psicoattivi come strumenti educativi". Journal of Drug Education and Awareness 1: 2 (2003).
- Welsch, W. "Rettung durch Halbierung? Zu Richard Shsutermans Rehabilitierung ästetischer Erfahrung. " DzPhil, Berlino 47 (1999).
- Zerbib, D. "Richard Shusterman: les effets secondaires d'une philosophie douce." LE MONDE DES LIVRES (29.11.07).
- Zerbib, D. "Richard Shusterman: intelligence du corps." LE MONDE DES LIVRES (29.11.07) - recensione di Conscience du corps: pour une soma-esthétique di Richard Shusterman .
- Sukla, AC "Body Consciousness, Mindfulness, Somaesthetics" - A Review of Shusterman's "Body Consciousness: A Philosophy of Mindfulness and Somaesthetics" (Cambridge, 2008). Journal of Comparative Literature and Aesthetics (JCLA), Vol. XXXI, nn. 1-2, 2008 (pagg. 71-78).

Interviste
- "La Belleza In una Prospettiva Pragmatista e Somaestica: Intervista a Richard Shusterman"." pubblicato in Scenari (28 Aprile 2019).
- "Cibo e Arte" pubblicato in La Repubblica (May 2015)
- Revisione di Estetica pragmatista, di Roberto Frega (2011)
- Revisione di Estetica pragmatista, di G. Matteucci (2011)